# Звёздный путь: Пикар
«Звёздный путь: Пикар» (англ. Star Trek: Picard) — американский научно-фантастический телесериал, созданный Акивой Голдсманом, Майклом Шейбоном, Кирстен Бейер и Алексом Курцманом для стримингового сервиса CBS All Access (позже переименованного в Paramount+). Это восьмой сериал франшизы «Звёздный путь», выпускавшийся с 2020 по 2023 год, как часть расширенной вселенной «Звёздного пути» Курцмана. В центре внимания сериала адмирал Звёздного флота в отставке Жан-Люк Пикар. Всё начинается в конце XXIV века, через 20 лет после последнего появления персонажа в фильме «Звёздный путь: Возмездие» (2002). На сюжетную линию повлияло разрушение Ромула в хронологии фильма «Звёздный путь» (2009).
Патрик Стюарт играет Пикара, повторяя свою роль из сериала «Звёздный путь: Следующее поколение». Элисон Пилл, Иса Брионес, Гарри Тредэвэй, Мишель Хёрд, Сантьяго Кабрера и Эван Эвагора также играют главные роли в первом сезоне, а во втором сезоне присоединятся Джери Райан, Орла Брэйди и Брент Спайнер. В третьем сезоне снимались Стюарт, Райан, Херд и Эд Спелирс, а в качестве специальных приглашенных звёзд — актёры «Следующего поколения» ЛеВар Бертон, Майкл Дорн, Джонатан Фрейкс, Гейтс Макфадден, Марина Сиртис и Спайнер.
Слухи о новом сериале со Стюартом в роли Пикара впервые появились в июне 2018 года, а официально было объявлено в августе. Он был произведен CBS Studios совместно с Secret Hideout, Weed Road Pictures и Roddenberry Entertainment. Сериал задуман как более медленный и более ориентированный на персонажей, чем предыдущие части франшизы, и в каждом сезоне исследуются различные аспекты Пикара в его преклонном возрасте. Съёмки проходили в Калифорнии, что дало сериалу большие налоговые льготы, а производство второго и третьего сезонов проходило подряд. Шейбон был «шоураннером в первом сезоне, Голдсман и Терри Маталас заняли его место во втором, а Маталас был единственным шоураннером в третьем.
Премьера «Звёздного пути: Пикар» состоялась на канале CBS All Access 23 января 2020 года, а остальная часть первого сезона из 10 серий выходила еженедельно до марта. Второй сезон был выпущен на Paramount + с марта по май 2022 года, а третий и последний сезон - с февраля по апрель 2023 года. Сериал был встречен в целом положительными отзывами критиков и получил множество похвал, в том числе премию Primetime Creative Arts Emmy Award. за его протезный макияж. На основе сериала было создано несколько дополнительных проектов, в том числе серия сопутствующего сериала Звёздный путь: Короткие путешествия». Актёры, съёмочная группа и фанаты проявили интерес к потенциальному спин-оффу/продолжению сериала, обычно называемому «Звёздный путь: Наследие».

## Сюжет
Сериал начинается в 2399 году, через 20 лет после последнего появления Жан-Люка Пикара в фильме «Звёздный путь: Возмездие» (2002 года). Он глубоко расстроен смертью Дейты в этом фильме, а также разрушением планеты Ромул в фильме «Звёздный путь» (2009 года). Ушедший из Звёздного Флота и живущий на винограднике своей семьи, Пикар втягивается в новое приключение, когда его посещает синтетическая «дочь» Дейты, одно из нескольких новых синтетических существ или «синтов». Пикар борется за их право на существование и отдаёт свою жизнь, чтобы спасти их.
После того, как сознание Пикара переносится в синтетическое тело, второй сезон переносится в 2401 год. Пикар и его товарищи начинают жить новой жизнью, когда его старый противник Q заманивает их в ловушку в альтернативной реальности. Им предстоит отправиться в прошлое, в XXI век, чтобы спасти будущее галактики.
В третьем сезоне Пикар узнаёт о том, что у него есть сын, за которым охотятся загадочные враги. Он воссоединяется с бывшей командой Корабля Федерации  «Энтерпрайз», чтобы защитить своего сына и противостоять новому вторжению боргов.

## В ролях
| Актёр                 | Персонаж                     | Сезоны            | Сезоны            | Сезоны            |
| Актёр                 | Персонаж                     | 1                 | 2                 | 3                 |
| Основной состав       | Основной состав              | Основной состав   | Основной состав   | Основной состав   |
| --------------------- | ---------------------------- | ----------------- | ----------------- | ----------------- |
| Патрик Стюарт         | Жан-Люк Пикар                | Постоянно         | Постоянно         | Постоянно         |
| Элисон Пилл           | Агнес Юрати / Королева Борг  | Постоянно         | Постоянно         |                   |
| Иза Брионес           | Соджи Аша                    | Постоянно         | Постоянно         |                   |
| Иза Брионес           | Даж Аша                      | Постоянно         |                   |                   |
| Иза Брионес           | Сутра                        | Постоянно         |                   |                   |
| Иза Брионес           | Корэ Сун                     |                   | Постоянно         |                   |
| Гарри Тредэвэй        | Нарек                        | Постоянно         |                   |                   |
| Мишель Хёрд           | Раффи Мусикер                | Постоянно         | Постоянно         | Постоянно         |
| Сантьяго Кабрера      | Крис Риос                    | Постоянно         | Постоянно         |                   |
| Эван Эвагора          | Элнор                        | Постоянно         | Постоянно         |                   |
| Джери Райан           | Седьмая из девяти            | Периодически      | Постоянно         | Постоянно         |
| Орла Брейди           | Ларис                        | Периодически      | Постоянно         | Гость             |
| Орла Брейди           | Таллинн                      |                   | Постоянно         |                   |
| Брент Спайнер         | Дейта                        | Специальный гость |                   | Периодически      |
| Брент Спайнер         | Олтон Иниго Сун              | Специальный гость |                   | Специальный гость |
| Брент Спайнер         | Адам Сун                     |                   | Постоянно         |                   |
| Брент Спайнер         | Лор                          |                   |                   | Периодически      |
| Эд Спелирс            | Джек Крашер                  |                   |                   | Постоянно         |
| Второстепенный состав |                              |                   |                   |                   |
| Джонатан Дель Арко    | Хью                          | Периодически      |                   |                   |
| Джейми Макшейн        | Жабан                        | Периодически      |                   |                   |
| Тэмлин Томита         | Коммандер О                  | Периодически      |                   |                   |
| Пейтон Лист           | Нарисса                      | Периодически      |                   |                   |
| Ребекка Уайсоки       | Рамда                        | Периодически      |                   |                   |
| Энни Вершинг          | Королева Борг                |                   | Периодически      |                   |
| Джон де Ланси         | Q                            |                   | Периодически      | Гость             |
| Вупи Голдберг         | Гайнан                       |                   | Специальный гость |                   |
| Ито Агайере           | Гайнан                       |                   | Периодически      |                   |
| Пенелопа Митчелл      | Рене Пикар                   |                   | Периодически      |                   |
| Соль Родригес         | доктор Тереза Рамирес        |                   | Периодически      |                   |
| Джонатан Фрейкс       | Уильям Райкер                | Специальный гость |                   | Периодически      |
| Марина Сиртис         | Диана Трой                   | Гость             |                   | Периодически      |
| Гейтс Макфадден       | Беверли Крашер               |                   |                   | Периодически      |
| Тодд Стэшвик          | капитан Лиам Шоу             |                   |                   | Периодически      |
| Эшли Шарп Честнат     | Сидни Ла Форж                |                   |                   | Периодически      |
| Майкл Дорн            | Ворф                         |                   |                   | Периодически      |
| Аманда Пламмер        | Вадич                        |                   |                   | Периодически      |
| Левар Бертон          | Джорди Ла Форж               |                   |                   | Периодически      |
| Мика Бёртон           | Аландра Ла Форж              |                   |                   | Периодически      |
| Специальные гости     |                              |                   |                   |                   |
| Уил Уитон             | Уэсли Крашер                 |                   | Гость             |                   |
| Томас Деккер          | Титус Рикка                  |                   |                   | Гость             |
| Дэниэл Дэвис          | профессор Джеймс Мориарти    |                   |                   | Гость             |
| Мишель Форбс          | Коммандер Ро Ларен           |                   |                   | Специальные гость |
| Тим Расс              | Тувок                        |                   |                   | Специальные гость |
| Элизабет Деннехи      | Адмирал флота Элизабет Шелби |                   |                   | Специальные гость |
| Элис Криге            | Королева Борг                |                   |                   | Гость             |

## Обзор сезонов
| Сезон | Сезон | Эпизоды | Период показа на ТВ | Период показа на ТВ |
| Сезон | Сезон | Эпизоды | Премьера сезона     | Финал сезона        |
| ----- | ----- | ------- | ------------------- | ------------------- |
|       | 1     | 10      | 3 января 2020       | 26 марта 2020       |
|       | 2     | 10      | 3 марта 2022        | 5 мая 2022          |
|       | 3     | 10      | 16 февраля 2023     | 20 апреля 2023      |

## Эпизоды

### Сезон 1 (2020)
| № общий | № в сезоне | Название                                        | Режиссёр            | Автор сценария | Дата премьеры               |
| --- | ---------- | ----------------------------------------------- | ------------------- | --- | --------------------------- |
| 1 | 1          | «Воспоминания» «Remembrance»                    | Ханель М. Кулпеппер | Телесценарий: Акива Голдсман и Джеймс Дафф Сюжет: Акива Голдсман, Майкл Шейбон, Керстен Бейер, Алекс Куртцман и Джеймс Дафф                                  | 23 января 2020              |
| Отставной адмирал Жан-Люк Пикар доживает свой век на семейном винограднике во Франции. Ему снятся сны о покойном Дейте. Во время интервью он вспоминает, как пытался эвакуировать Ромул, однако восстание синтетиков на Марсе дало повод Звёздному флоту нарушить данное обещание и отказать ромуланцам в помощи. За этим последовал всеобщий запрет на искусственные формы жизни. На девушку по-имени Даж нападают неизвестные, которые убивают её парня и пытаются её похитить. Внезапно она их всех убивает, хотя не понимает, откуда у неё необходимые для этого навыки. В видениях ей является лицо Пикара. Она отправляется к нему, однако наутро убегает, чтобы не вовлекать его в свои проблемы. Пикар направляется в архивы и находит там давнюю картину, написанную Дейтой с названием «Дочь». На картине — женщина с лицом Даж. Даж выслеживает Пикара, он объясняет, что она является синтетиком и, вероятно, дочерью Дейты. На них нападают неизвестные и убивают девушку. Пикар летит в институт им. Дэйстрома и встречает доктора Агнес Юрати, которая подтверждает его теорию. Её наставник Брюс Мэддокс разрабатывал процедуру под названием фрактально-нейронное клонирование, то есть Даж обладала человеческим телом и позитронным мозгом. Кроме того, Пикар выясняет, что процедура создаёт близнецов; следовательно, где-то есть сестра Даж. В финале эпизода, ромуланец Нарек знакомится с сестрой Даж по имени Соджи Ашер на ромуланском объекте, который оказывается кубом Борг. |            |                                                 |                     | |                             |
| 2 | 2          | «Карты и легенды» «Maps and Legends»            | Ханель М. Кулпеппер | Майкл Шейбон и Акива Голдсман | 30 января 2020              |
| Флэшбек показывает восстание синтетиков на Марсе 14 лет назад. Пикар пытается найти Соджи — сестру Даж. С помощью своей домработницы Ларис (в прошлом — сотрудницы Тал Шиар), он отправляется в Бостон и обследует квартиру Даж. Ларис узнаёт, что жильё полностью очистили от следов. Ларис также раскрывает, что убийцы наверняка принадлежат к Жат Ваш — тайной организации, о которой даже достоверно не знали сотрудники Тал Шиар. Согласно Ларис, Жат Ваш ненавидят искусственные формы жизни. Тем временем, на борту куба Борг, между Соджи и Нареком развиваются близкие отношения. Пикар просит адмирала Кристен Клэнси временно вернуть его во флот и дать ему корабль но получает категорический отказ. Он решает найти собственный корабль и собрать экипаж, приглашая доктора Агнес Юрати и давнюю знакомую Раффи Мусикер. Клэнси сообщает о визите Пикара командору О, прося её разузнать в чём дело. О вызывает лейтенанта Риззо и приказывает ей убедиться в том, чтобы её оперативник не отвлекался от задания. На кубе, Риззо является Нареку посредством голопередатчика и раскрывает, что он является её оперативником и братом. Она предупреждает его, что если он не сможет убедить Соджи выдать местоположение других синтетиков, то ей придётся принять более строгие меры. |            |                                                 |                     | |                             |
| 3 | 3          | «Конец — это начало» «The End Is the Beginning» | Ханель М. Кулпеппер | Майкл Шейбон и Джеймс Дафф | 6 февраля 2020              |
| Флэшбек показывает, как Пикар потребовал, чтобы Звёздный флот продолжил эвакуацию Ромула даже после катастрофы на Марсе, либо принял его заявление об отставке. Командование согласилось на второе, после чего его товарища Раффи, которая подозревала, что в нападении были замешаны ромуланцы, увольняют и отбирают её допуск. В настоящем, Пикар просил Раффи о помощи, однако она требует, чтобы он ушёл, так как за эти 14 лет даже и не позвонил. И всё же она нашла ему вольнонаёмного пилота по-имени Кристобаль Риос. Пикар телепортируется на борт корабля Риоса «Сирена» и узнаёт, что у него есть на борту вспомогательные голограммы, выполненные в виде него же. Тем временем, на борту куба Борг, к Соджи приходит директор проекта Хью — бывший дрон Борг — и отводит её повидаться с группой бывших ромуланских дронов. Одна из бывших дронов якобы получает видения будущего и объявляет, что Соджи является «разрушителем», также намекая, что её сестра мертва. Ромуланка пытается застрелиться, однако Соджи использует свою нечеловеческую скорость, чтобы обезоружить её. Она связывается со своей «матерью», чтобы разузнать всё ли в порядке с Даж. «Мать» заверяет её, что с Даж всё нормально, и Соджи засыпает во время разговора, пробуждаясь когда к ней заходит Нарек. Он признаётся, что начинает в ней влюбляться, после чего уходит и натыкается на свою сестру, которая вернула себе ромуланское обличье и советует ему не привязываться к Соджи. На Пикара, Ларис и Жабана нападает отряд Жат Ваш. Им удаётся убить всех, кроме одного, который также называет Соджи «разрушителем», прежде чем покончить жизнь самоубийством. К доктору Юрати приходит командор О, и Агнес рассказывает ей всё, однако затем решает лететь с Пикаром. Пикар и Юрати телепортируются на борт «Сирены» и с удивлением видят, что Раффи уже там. Она объявляет, что летит только до места под названием Свободное облако (Фриклауд) и считает, что Брюс Мэддокс находится именно там. Впервые за долгие годы, Пикар отдаёт приказ отправляться в путь, и «Сирена» уходит в варп. |            |                                                 |                     | |                             |
| 4 | 4          | «Абсолютная искренность» «Absolute Candor»      | Джонатан Фрейкс     | Майкл Шейбон | 13 февраля 2020             |
| Пикар просит Риоса сперва полететь на планету Вашти, где 14 лет назад он помог поселить группу ромуланских беженцев с помощью боевых монахинь ордена Коват Милат. Он также подружился с мальчиком по-имени Элнор, которого приютили сёстры. Вернувшись в храм, он обнаруживает повзрослевшего Элнора, который сердит на Пикара за то, что он его бросил. Элнор также только что окончил курс боевой подготовки Коват Милат, однако монахом ему не быть из-за того, что все они — женщины. Пикар просит Элнора помочь ему, однако Элнор его прогоняет. Он передумывает когда на Пикара нападает группа ромулан. Пикар и Элнор телепортируются на борт «Сирены», которая сражается с ромуланской «Хищной птицей» старой модели, принадлежащей местному криминальному барону. На помощь заявляется неизвестный корабль, который помогает обезвредить «Птицу» но сам получает повреждения. Пилот телепортируется на борт «Сирены», и Пикар с удивлением узнаёт Седьмую-из-девяти. Тем временем, на борту куба Борг, Соджи пытается разобраться в термине «Разрушитель» и в истории ассимилированного ромуланского корабля. Нарек предлагает помочь ей раздобыть информацию, однако выражает сомнения по поводу её прошлого. Сестра Нарека даёт ему неделю раздобыть местонахождение других синтетиков, прежде чем она сама займётся Соджи. |            |                                                 |                     | |                             |
| 5 | 5          | «Скандал в Стардаст-Сити» «Stardust City Rag»   | Джонатан Фрейкс     | Керстен Бейер | 20 февраля 2020             |
| Флэшбек показывает как Седьмой-из-девяти приходится убить Ичеба — бывшего борга с Вояджера — после того, как его имплантаты извлекаются торговцами без наркоза. «Сирена» прилетает на Фриклауд, и Раффи узнаёт, что торговка по имени Бжейзл собирается продать Мэддокса сотрудникам Тал Шиар. Пикар и его люди пытаются обменять Седьмую-из-девяти на Мэддокса, ведь Бжейзл торгует имплантатами Борг, однако женщины узнают друг друга. Седьмая-из-девяти затем объясняет, что собирается убить Бжейзл в отместку за Ичеба. Пикар уговаривает её не делать этого, и все телепортируются на корабль вместе с раненым Мэддоксом. Седьмая-из-девяти затем возвращается на планету и убивает торговку. В лазарете корабля, Мэддокс объясняет Пикару, что послал Даж и Соджи на Землю и на куб Борг, чтобы найти истинную причину запрета на синтетиков. После ухода Пикара, Юрати убивает Мэддокса, видимо решив сотрудничать с Жат Ваш. Тем временем, Раффи пытается встретиться со своим сыном Габлиэлем, который женат на ромуланке, однако он не желает иметь дела с матерью-наркоманкой. |            |                                                 |                     | |                             |
| 6 | 6          | «Невозможная коробочка» «The Impossible Box»    | Майя Врвило         | Ник Зайас | 27 февраля 2020             |
| Юрати инсценирует смерть Мэддокса как естественную. Пикар просит Раффи раздобыть ему статус дипломата чтобы попасть на Артефакт. Соджи постоянно снятся кошмары, якобы связанные с детскими воспоминаниями. Пикар телепортируется на борт куба и страдает от неприятных воспоминаний. Он встречает Хью, который соглашается помочь ему спасти Соджи. Соджи сканирует всю свою собственность и узнаёт, что ей всего три года. Нарек ведёт её в ромуланский храм, чтобы проанализировать её сон с помощью медитации. Она видит себя в виде куклы, а также небо над головой. Сестра Нарека начинает поиск планеты с этими характеристиками, а сам он пытается убить Соджи. Соджи удаётся бежать, после чего она встречает Пикара и Хью. Хью отводит их в помещение королевы Борг, где находится устройство портала. Появляется Элнор и спасает Пикара от ромулан. Он вызывается остаться и задержать погоню вместе с Хью, а Пикар и Соджи уходят через портал. |            |                                                 |                     | |                             |
| 7 | 7          | «Непенте» «Nepenthe»                            | Дуг Арниокоски      | Саманта Хамфри и Майкл Шейбон | 5 марта 2020                |
| Пикар и Соджи попадают на планету Непентес, где проживают Уилл Райкер, Деанна Трой и их дочь-подросток Кестра. Соджи узнаёт правду о себе и поначалу отказывается доверять Пикару и остальным, считая всё очередным обманом. Также становится известно, что Райкер и Трой потеряли сына Тадеуша от вируса, который можно было бы излечить с помощью синтетического мозга, однако таковые уже запретили. В конце концов, Кестра убеждает Соджи довериться Пикару, и им удаётся обнаружить местонахождение родного мира Соджи. На кубе, Нарисса допрашивает Хью, после чего убивает всех бывших дронов Борг, кроме него самого. Элнор решает остаться и помочь Хью бороться с ромуланцами. Экипаж «Сирены» улетает без него. Возвращается Нарисса с солдатами. Элнор сражается, однако Нарисса убивает Хью. Он говорит Элнору, что для активации камеры королевы Борг необходим бывший Борг. Элнор находит маяк, который Седьмая-из-девяти оставила Пикару, и активирует его. Риос и Раффи пытаются избавиться от «хвоста» в виде Нарека, однако он следует на сигналом маяка в теле Агнес, который она проглотила добровольно после того, как коммодор О показала ей видение гибели целых миров из-за синтетиков. Чувствуя вину, Агнес принимает нейротоксин и впадает в кому, отключая маяк. Пикар и Соджи телепортируются на корабль. |            |                                                 |                     | |                             |
| 8 | 8          | «Осколки» «Broken Pieces»                       | Майя Врвило         | Майкл Шейбон | 12 марта 2020               |
| Четырнадцать лет назад, коммодор О приводит группу ромуланок, включая Нариссу и её тётю Рамду, на планету Айя в системе с восемью солнцами. Там они касаются древнего артефакта и получают Предостережение, оставленное давно вымершей расой. Большинство женщин затем либо сходят с ума от увиденного, либо кончают жизнь самоубийством. Нарисса и Рамда выживают. Когда Риос видит Соджи, это вызывает неприятные воспоминания. Пикар требует, чтобы он взял курс на станцию «Глубокий космос двенадцать» и договаривается с адмиралом Клэнси о том, что их там встретит эскадра боевых кораблей. Риос соглашается, однако затем запирается в каюте и передаёт управление кораблём экстренным голограммам. Они узнают, что Юрати предала их и убила Мэддокса. Юрати признаётся Пикару во всём, а также объясняет, что коммодор О наложила ей ментальный блок, запрещающий её рассказывать о своём видении. Она встречается с Соджи и говорит ей, что не собирается приносить ей вреда. На борту куба, Седьмая-из-девяти спасает Элнора от людей Нариссы и использует камеру королевы, чтобы создать мини-Коллектив с собой в роли королевы. Нарисса убивает многих бывших Борг, а также выбрасывает всё ещё активных дронов в космос. Несмотря на это, оставшиеся бывшие дроны захватывают куб, а ромулане эвакуируются на флоте, который затём берёт курс на планету Соджи. Седьмая-из-девяти распускает мини-Коллектив. Риос рассказывает Раффи о том, что случилось на крейсере «ибн Маджид». Они повстречались с двумя эмиссарами от неизвестной планеты. Один из эмиссаров был как две капли воды похож на Соджи. Капитан Алонзо Вандемир затем убил обоих эмиссаров, следуя тайному приказу от службы безопасности Звёздного флота (а именно — приказу коммодора О). В противном случае, О угрожала гибелью всего корабля. Вандемир затем пустил себе заряд фазера в голову, оставив Риоса скрывать правду. Раффи догадывается, что эмиссары были синтетиками с планеты Мэддокса. Раффи наконец узнаёт о всем и рассказывает эпипажу о планете в системе с восемью звёздами. Соджи прокладывает курс к планете через трансварповый тоннель Борг, однако за ними следует ещё один малый корабль. |            |                                                 |                     | |                             |
| 910 | 910        | «И в Аркадии я есть» «Et in Arcadia Ego»        | Акива Голдсман      | Телесценарий: Майкл Шейбон и Эйлет Уолдман Сюжет:Майкл Шейбон, Эйлет Уолдман и Акива Голдсман Телесценарий: Майкл Шейбон Сюжет:Майкл Шейбон и Акива Голдсман | 19 марта 2020 26 марта 2020 |
| Часть 1: Экипаж «Сирены» прибывает на орбиту Коппелиуса — родного мира Соджи. На них нападает Нарек, однако затем рядом появляется куб Борг, ведомый Седьмой-из-девяти. Оборонные системы планеты сбивают все три корабля. Пикар теряет сознание, и Юрати узнаёт, что он умирает. Пикар признаётся в этом всем. Седьмая-из-девяти, Элнор и бывшие дроны пережили падение и восстанавливают куб. Раффи использует системы дальнего обнаружения куба и узнаёт, что скоро на орбиту прибудет флот из 218 ромуланских «Боевых птиц». Экипаж «Сирены» обнаруживает поселение синтетиков и одного из их создателей — Алтана Иниго Сунга, сына создателя Дейты Нуньена Сунга. Они предупреждают синтетиков о ромуланском флоте. Нарек попадает в плен к ним. Сутра — двойник Соджи — сливается с разумом Юрати и узнаёт, что Предостережение на самом деле адресовано синтетикам от других, более совершенных синтетиков. Сообщение предлагает угнетаемым синтетикам помощь в виде уничтожения всех органических существ в Галактике. Пикар пытается убедить синтетиков покинуть планету, однако Сутра решает вызвать разрушителей на помощь. Сутра позволяет Нареку бежать и убивает другого синтетика, чтобы продемонстрировать остальным жестокость органических существ. Пикар пытается противиться плану, однако попадает под арест. Юрати остаётся на свободе и предлагает престарелому Сунгу помощь в перенесении его сознания в тело андроида. Часть 2: Нарек проникает на куб, встречает там Нариссу и набирает мешок взрывчатки, чтобы уничтожить маяк синтетиков. Он отправляется к «Сирене» и предлагает Риосу, Раффи и Элнору сотрудничество. Юрати помогает Пикару бежать из под ареста, и они возвращаются на «Сирену». Пикар и Юрати взлетают на корабле, чтобы попытаться задержать ромуланский флот. Нарисса хочет сбить корабль с помощью оружия куба, однако её обнаруживает и убивает Седьмая-из-девяти. Сунг узнаёт, что Сутра помогла Нареку убить Сагу и дезактивирует её. Нарек, Риос, Раффи и Элнор пытаются взорвать маяк, однако их останавливает Соджи. Пикар и Юрати успешно задерживают ромуланский флот, и им на пути встаёт армада Звёздного флота под командованием Райкера, получившего сигнал бедствия от Пикара. Соджи отключает маяк, прежде чем из портала появляются синтетики-разрушители, и ромуланский флот отступает. Стресс от сражения оказывается слишком для Пикара и он умирает, однако Юрати и Сунг успешно перемещают его сознание на синтетическое тело. Во время перемещения, Пикар обнаруживает себя в квантовой симуляции с Дейтой, который объясняет что с ним случалось. Дейта просит отключить его сознание, ибо не желает бессмертия. Очнувшись в новом теле (хотя всё ещё смертном, так как Юрати знала, что Пикар не захочет жить вечно), Пикар выполняет обещание, данное Дейте. В Федерации отменяют запрет на синтетиков. Пикар, Риос, Раффи, Юрати, Элнор, Соджи и Седьмая-из-девяти отправляются в новые приключения. |            |                                                 |                     | |                             |

### Сезон 2 (2022)
| № общий | № в сезоне | Название                                      | Режиссёр        | Автор сценария | Дата премьеры  |
| --- | ---------- | --------------------------------------------- | --------------- | --- | -------------- |
| 11 | 1          | «Старгейзер» «The Star Gazer»                 | Дуг Арниокоски  | Акива Голдсман и Терри Маталас | 3 марта 2022   |
| Прошло полтора года с событий прошлого сезона. Пикар стал канцлером Академии Звёздного флота, Раффи и Риос вернулись на службу: Раффи в качестве старпома «Эксельсиора», а Риос — в качестве капитана «Старгейзера». Элнор стал курсантом в Академии. Агнес сопровождает Соджи, которая путешествует по планетам Федерации в качестве посла своего народа. «Сирена» теперь принадлежит Седьмой. Внезапно в пространстве открывается дыра, из которой приходит сообщение: просьба о помощи Пикару. Пикар и Седьмая отправляются на борт «Старгейзера». Пикар отвечает на сообщение, и затем из дыры появляется огромный корабль Борг. Прибывает Звёздный флот. Борг телепортируют на борт свою королеву, которая начинает ассимилировать весь флот благодаря технологиям Борг в конструкции. Пикар активирует систему самоуничтожения. Он приходит в себя у себя дома, однако всё не так. Внезапно появляется Кью и говорит ему, что испытание человечества всё ещё продолжается. |            |                                               |                 | |                |
| 12 | 2          | «Кара» «Penance»                              | Дуг Арниокоски  | Телесценарий: Акива Голдсман, Терри Маталас и Кристофер Монфетт Сюжет: Майкл Шейбон, Акива Голдсман, Терри Маталас и Кристофер Монфетт | 10 марта 2022  |
| Кью демонстрирует Пикару эту новую альтернативную реальность, в которой тираническая и ксенофобная Конфедерация Земли истребила клингонов, ромулан и кардассианцев, и готовится уничтожить вулканцев и последнюю королеву Борг. Генерал Пикар является жестоким и беспощадным главнокомандующим Звёздного корпуса Конфедерации. Семь является президентом Конфедерации, а Раффи — её шеф безопасности, которая ловит «повстанца» Элнора. Полковник Риос завершает операцию по истреблению вулканцев, однако Семь отзывает его на Землю. Юрати готовит королеву Борг к публичной казни. Королева чувствует изменения в реальности и сообщает остальным где и когда они случились: 2024 г., Лос-Анджелес. Пикар решает отправиться в прошлое чтобы исправить то, что изменил Кью. Для расчётов временного варпа им необходима королева. Во время казни, Риосу удаётся телепортироваться всех на борт «Сирены», однако затем магистрат и муж Семи телепортируется на борт, стреляет в Элнора и готовится казнить Пикара как предателя. |            |                                               |                 | |                |
| 13 | 3          | «Ассимиляция» «Assimilation»                  | Лиа Томпсон     | Кили Россеттер и Кристофер Монфетт | 17 марта 2022  |
| Семь отвлекает магистрата, тем самым позволяя товарищам убить его и его офицеров. Корабль подвергается нападению. Королева пользуется моментом и подключается напрямую к компьютерам корабля. Она уничтожает преследователей и совершает временной манёвр вокруг Солнца, отправляя корабль в 2024 г. Она говорит Пикару, что им необходимо найти «Смотрителя» в Лос-Анджелесе, который знает что изменил Кью для создания новой истории. Корабль совершает экстренную посадку возле шато Пикар во Франции. Королева перенаправляет всю энергию корабля, чтобы поддерживать себя. Элнор умирает от ранения. Раффи винит Пикара, а затем отправляется с Семь и Риосом на поиски Смотрителя. Транспортатор Риоса даёт сбой и он теряет сознания. Приходит в себя он в клинике, где лечат нелегальных иммигрантов. Иммиграционная служба оккупирует клинику и арестует Риоса — латиноамериканца без документов — и его доктора по-имени Тереза. Коммуникатор Риоса остаётся в клинике. Несмотря на предупреждения Пикара, Агнес подключается напрямую к разуму королевы и узнаёт местонахождение Смотрителя прежде чем королева успевает её ассимилировать. Этим она впечатляет королеву. |            |                                               |                 | |                |
| 14 | 4          | «Сторож» «Watcher»                            | Лиа Томпсон     | Телесценарий: Джулиана Джеймс и Джейн Маггс Сюжет:Трэвис Фикетт и Джулиана Джеймс                                                      | 24 марта 2022  |
| Пикар и Агнес узнают, что точка изменения должна случиться через три дня ― 15 апреля 2024 г. Пикар транспортируется к местонахождению Смотрителя и обнаруживает там более молодую версию Гайнан, которая его не узнаёт и собирается покинуть Землю, разочаровавшись в человечестве. Семь и Раффи ищут Риоса, который попал в камеру заключения иммиграционной службы и которого перевозят к границе. Им удаётся отследить его автобус благодаря Агнес, которая обманом вынуждает королеву улучшить транспортаторы «Сирены». После того, как Пикар называет ей своё имя и объясняет, что занимается поисками Смотрителя, Гайнан ведёт его к человеку, известному как Надзиратель, который является как бы ангелом-хранителем Земли. Смотритель выглядит точь-в-точь как Ларис, но является человеком. Она телепортируется с Пикаром в свою квартиру. Тем временем. Кью подходит к женщине, которая работает над готовящимся космическим полётом на Европу. К его удивлению, у него не получается изменить её судьбу щелчком пальцев. |            |                                               |                 | |                |
| 15 | 5          | «Полечу с тобой на Луну» «Fly Me to the Moon» | Джонатан Фрейкс | Синди Аппель | 31 марта 2022  |
| Надзиратель представляется именем Таллинн и объясняет Пикару, что её задача — защищать его предка Рене Пикар, а это именно та женщина, судьбу которой хотел изменить Кью. Кью обращается к доктору Адаму Сунгу — опозоренному генетику, который отчаянно пытается найти лекарство для генетической болезни своей дочери Коры. Кью даёт Сунгу дозу лекарства для Коры, но взамен просит его помощи с Рене. Семь и Раффи вызволяют Риоса. На борту корабля, королева использует систему связи чтобы вызвать полицию. Агнес стреляет в королеву из дробовика чтобы не позволить ей ассимилировать полицейского, однако умирающая королева вводит Агнес нанороботы Борг. Пикар унает, что Рене должна найти разумный организм на спутнике Юпитера Ио. Чрезвычайно важно, чтобы она не отказалась лететь. Для ближкого наблюдения до полёта, Агнес внедряется на вечеринку чтобы взломать систему безопасности и добавить остальных в список гостей, однако разум королевы Борг сопровождает её. |            |                                               |                 | |                |
| 16 | 6          | «Две в одной» «Two of One»                    | Джонатан Фрейкс | Синди Аппель и Джейн Маггс | 7 апреля 2022  |
| С помощью королевы, Агнес даёт Пикару, Таллинн и Риосу доступ к вечеринке. Там к Пикару подходит Сунг, который даёт охране знать, что Пикар опасен. Агнес и королева отключает свет и поют гостям песню. Всплеск эндорфинов позволяет королеве захватить управление телом Агнес. Кью, который притворяется психотерапевтом Рене, подстёгивает её волнения с помощь СМС, и она сбегает с вечеринки. Притворяясь охранником, Пикар убеждает её не отказываться лететь, приводя пример своей матери, которая тоже любила звёзды и боролась с психическими проблемами. Сунг видит, как Рене и Пикар идут вместе, и пытается убить Рене машиной. Пикар отталивает её с пути но сам попадает под удар. Вернувшись домой, раздосадованный Сунг говорит Коре что-то непонятное. Она проводит расследование и узнаёт, что является единственным выжившим клоном из многих попыток Сунга создать искусственного человека. Риос ведёт остальных в клинику Терезы, чтобы спасти бессознательного Пикара. Таллинн решает войти в его сознание, чтобы помочь ему выйти из воспоминания, на котором он зациклен. |            |                                               |                 | |                |
| 17 | 7          | «Чудовища» «Monsters»                         | Джо Менендес    | Джейн Маггс | 14 апреля 2022 |
| Внутри своего сознания, Пикар переживает детские воспоминания, в которых его якобы жестокий отец Морис преследует молодого Жан-Люка и его мать Иветт по всему дому. С помощью Таллинн, Пикар наконец осознаёт, что его мать страдала от психического расстройства, а Морис всё это время пытался защитить её и сына. Пикар пробуждается от комы. Таллинн раскрывает, что является ромуланкой и, возможно, предком Ларис. Пикар высказывает гипотезу, что у Кью есть какие-то личные побуждения для всего этого «испытания» и просит Гайнан вызвать его с помощью эль-аурианского ритуала. Ритуал не удаётся, однако в её бар входит агент ФБР Мартин Уэллс, который показывает им видеозапись транспортации Пикара и приказывает другим агентам арестовать их. Риос тайно приводит Терезу и её сына Рикардо на борт «Сирены» и объясняет ей, что прибыл из будущего. Раффи и Семь узнают, что компьютеры корабля заблокированы кодами Борг и отправляются искать Агнес. Они находят бар, окно которого она разбила, и догадываются, что королева пытается создать всплески эндорфинов в теле Агнес, чтобы дать ей достаточно энергии для ассимиляции людей и чтобы стать новой королевой Борг. |            |                                               |                 | |                |
| 18 | 8          | «Милосердие» «Mercy»                          | Джо Менендес    | Синди Аппель и Керстен Бейер | 21 апреля 2022 |
| Уэллс допршивает Пикара и Гайнан, подозревая их в том, что они — инопланетяне. Он разделяет их, и в камеру к Гайнан заявляется Кью, который объясняет, что умирает и что это «испытание» — последняя попытка придать его жизни значение. Он замечает, что все люди живут в прошлом. Гайнин проецирует своё сознание и передаёт это сообщение Пикару. Уэллс раскрывает, что уже встречался с пришельцами в детстве, которые якобы хотели его убить, однако Пикар объясняет, что это были вулканцы, которые просто хотели стереть его воспоминания о встрече. Уэллсу приходится отпустить Пикара и Гайнан после того, как его увольняют за проведение несанкционированного расследования. Тем временем, Раффи и Семь обнаруживают королеву, которая собирает телефонные и автомобильные аккумуляторы для изменения тела Агнес, чтобы позволить ей ассимилировать других. Она нападает на них, однако Агнес удаётся заставить её остановиться и уйти. Узнав всю правду, Кора покидает отца с помощью Кью, который предоставляет ей лекарство от её болезни. Королева говорит Сунгу, что он может спасти своё наследие, если поможет ей выкрасть «Сирену», тем самым позволяя ей захватить Галактику. Сунг предоставлят ей отряд наёмников, которых она ассимилирует. |            |                                               |                 | |                |
| 19 | 9          | «Прятки» «Hide and Seek»                      | Майкл Уивер     | Мэтт Окумура и Крис Деррик | 28 апреля 2022 |
| Королева, Сунг и дроны транспортируется к «Сирене», тогда как Пикар, Таллинн, Раффи и Семь транспортируются в шато Пикар. Сознание Агнес мешает королеве получить доступ к системам корабля, создав голограмму Элнора. Семь и Раффи используют системы корабля против королевы, однако она смертельно ранит Семь. Пикар и Таллинн отправляют Риоса, Терезу и Рикардо в безопасное место, после чего убегают от Сунга и дронов в тоннелях под шато. Пикар вспоминает, как у его матери случился приступ во время игры в прятки к тоннелях, после чего она покончила с собой. Таллинн помогает Пикару смириться с чувством вины, ведь именно он выпустил мать из её комнаты после того, как её запер отец. Сунг и два дрона ловят их, однако Риос транспортируется обратно и спасает их. Сунгу удаётся бежать. Агнес убеждает королеву измениться и создать новый коллектив Борг, основанный на сотрудничестве, а не на ассимиляции. Агнес и королева становятся единым существом. Новая королева исцеляет Семь, возвращая ей имплантаты Борг, после чего улетает на «Сирене» в дельта-квадрант, оставив Пикару сообщение: для спасения будущего, необходимо чтобы одна Рене умерла, а одна выжила. |            |                                               |                 | |                |
| 20 | 10         | «Прощание» «Farewell»                         | Майкл Уивер     | Кристофер Монфетт и Акива Голдсман | 5 мая 2022     |
| Несмотря на протесты Пикара, Таллинн считает, что сообщение королевы означает, что она должна пожертвовать собой ради Рене. Она использует голографическую маскировку и предстаёт перед Сунгом в виде Рене, который отравляет её. Она умирает на руках Пикара, глядя на запуск ракеты с Рене на борту. Тем временем, Риос, Раффи и Семь предотвращают его запасной план и уничтожают дроны, запущенные чтобы убить космический корабль. Побеждённый Сунг возвращается домой и узнаёт, что Кора удалила все его электронные файлы, однако у него всё ещё есть физическая папка с надписью «Проект „Хан“». К Коре подходит Уэсли Крашер и вербует её в ряды Путешественников. Риос решает остаться в XXI веке с Терезой и Рикардо. Кью и Пикар обсуждают смысл испытания: перед смерть, Кью надеется, что Пикар научился жить в настоящем и принимать любовь. Затем Кью использует остаток сил, чтобы вернуть Пикара, Семь и Раффи обратно на «Старгейзер», где они узнают, что Элнор всё ещё жив. Пикар догадывается, что королева Борг — на самом деле Агнес. Её попытка ассимилировать флот связана с тем, что её коллектив обнаружил аномалию, которая высвободит достаточно энергии, чтобы уничтожить весь сектор. С помощью корабля Борг и флота Федерации, им удаётся остановить выброс энергии, после чего аномалия стабилизируется в новый трансварповый тоннель. Королева предлагает дать её коллективу условное членство в Федерации, чтобы позволить им следить за тоннелем. Вернувшись к постаревшей Гайнан, Пикар узнаёт о судьбе Риоса в XXI веке и о том, что, с помощью находки Рене, Рикардо собрал группу учёных и спас экологию Земли. Пикар возвращается домой и просил Ларис о втором шансе быть вместе. |            |                                               |                 | |                |

### Сезон 3 (2023)
| № общий | № в сезоне | Название                                    | Режиссёр         | Автор сценария                 | Дата премьеры   |
| --- | ---------- | ------------------------------------------- | ---------------- | ------------------------------ | --------------- |
| 21 | 1          | «Следующее поколение» «The Next Generation» | Дуг Арниокоски   | Терри Маталас                  | 16 февраля 2023 |
| В XXV в., доктор Беверли Крашер и неизвестный молодой человек подвергаются нападению на борту корабля «Элей». Беверли ранена и посылает эктренное сообщение своему бывшему капитану, отставному адмиралу Жану-Люку Пикару. Пикар и его возлюбленная Ларис собираются лететь на Чалток-4. Он получает сообщение от Беверли, которую не видел около 20 лет, и Ларис убеждает его лететь на выручку. Беверли попросила Пикара не ввязывать в это дело Звёздный флот, так что он обращается к своему бывшему старпому, капитану Уильяму Райкеру. Райкер и Пикар устраивают внезапный осмотр «Титана-A», предшественник которого когда-то был под командованием Райкера. Они надеются убедить капитана Лиама Шоу отправиться на выручку Беверли, не выдавая своих намерений. Шоу отказывается, однако его старпом ― Семь-из―Девяти ― нарушает приказ и изменяет курс, позволяя Райкеру и Пикару угнать челнок. На планете М'талас-прима, офицер разведки Звёздного флота Раффи Мусикер занимается поисками украденных устройств квантового туннелирования. Её неизвестный куратор считает, что эти устройства будут использованы для теракта. Раффи догадывается о цели теракта, однако не успевает его предотвратить, и неизвестные уничтожают крупную базу Звёздного флота. Райкер и Пикар попадают на борт «Элея», обнаруживая Беверли в анабиозе и молодого человека, который называется её сыном. Затем появляется большой корабль и приближается к «Элею». |            |                                             |                  |                                |                 |
| 22 | 2          | «Не связывайтесь» «Disengage»               | Дуг Арниокоски   | Кристофер Монфетт и Шон Трэтта | 23 февраля 2023 |
| Пикар не позволяет большому кораблю ― «Сорокопуту» ― транспортировать Джека Крашера с «Элея», однако враг затем хватает «Элей» тяговым лучём. Семь удаётся убедить Шоу вмешаться. Они транспортируют Беверли в медотсек «Титана», тогда как Пикар, Райкер и Джек отправляются на мостик. Капитан «Сорокопута» ― охотник за наградой по-имени Вадик ― выходит на связь и раскрывает, что Джек находится в розыске внутри Федерации и за её пределами. Шоу приказывает арестовать Джека и собирается выдать его чтобы спасти свой корабль, несмотря на протесты Пикара и Райкера. Джек сбегает с гауптвахты и пытается транспотироваться на борт «Сорокопута» чтобы спасти мать. Райкер пробуждает Беверли и приводит её на мостик. При виде её, Пикар осознаёт, что Джек ― его сын. Понимая, что Пикар ни за что не пожертвует сыном, Шоу приказывает увести «Титан» в туманность чтобы скрыться от врага. Вадик только рада погоне. Раффи просит бывшего мужа познакомить её с преступником-ференги по-имени Снид чтобы докопаться до правды о теракте не смотря на приказ куратора прекратить расследование. Снид её раскусывает и пытается убить, однако затем появляется её куратор ― Ворф ― и спасает её. |            |                                             |                  |                                |                 |
| 23 | 3          | «Семнадцать секунд» «Seventeen Seconds»     | Джонатан Фрейкс  | Джейн Маггс и Синди Аппель     | 2 марта 2023    |
| «Сорокопут» нападает на «Титан», нанося ранения Шоу, который передаёт командование Райкеру. Беверли объясняет, что не рассказала Пикару о Джеке чтобы не подвергать сына опасности. Райкер пытается бежать из туманности, однако «Сорокопут» перехватывает их с помощью технологии создавания порталов. Пикар советует Райкеру заманить «Сорокопут» в ловушку, однако Райкер хочет бежать и спасти экипаж. Джек и Семь догадываются, что Вадик отслеживает их по утечке газа на «Титане» и обнаруживают, что на корабле диверсант, который оказывается Подменышем. Раффи и Ворф ловят преступника, который по их мнению ответственный за теракт на М'таласе-Приме. Они узнают, что он — тоже Подменыш и является частью группы, ведущей подпольную деятельность против Федерации после окончания войны с Доминионом. Похоже, что теракт был лишь отвлекающим манёвром. Пикар убеждает Райкера о необходимости сражаться с «Сорокопутом», и Райкер приказывает открыть огонь из всех орудий. Однако «Сорокопут» использует портал чтобы вернуть «Титану» его же выстрелы, и корабль получает огромные повреждения, дрейфуя к гравитационной аномалии внутри туманности. Райкер винит Пикара и прогоняет его с мостика. |            |                                             |                  |                                |                 |
| 24 | 4          | «Безнадежный сценарий» «No Win Scenario»    | Джонатан Фрейкс  | Терри Маталас и Шон Трэтта     | 9 марта 2023    |
| Вадик оказывается Подменышем и получает приказ преследовать «Титан» любой ценой, так что она приказывает отсоединить генератор порталов и возвращаться в туманность. В батареях «Титана» остаётся всего несколько часов питания. Райкер признаётся, что Пикар был прав и предлагает тому побеседовать с Джеком напоследок. На голопалубе, Пикар и Джек обмениваются приключениями, однако затем приходит Шоу и рассказывается как был инженером во время битвы при Вольфе-359, когда Пикар был ассимилирован Борг и напал на Федерацию под личиной Локутуса. Райкер, Беверли, Джек и Пикар составляют рискованный план спасения корабля с помощью энергетических импульсов, излучаемых туманностью для перезарядки систем корабля. Шоу и Семь помогают привести план в действие, а также выловить и убить Подменыша на борту. На пути из туманности, Райкер использует тяговой луч, чтобы швырнуть в «Сорокопут» астероид, повреждая вражеский корабль. Сама туманность превращается в множество головоногих существ. Пикар затем осознаёт, что встречался с Джеком пять лет назад и ненароком отмёл его попытку познакомиться с отцом. Джек затем испытывает галлюцинации и слышит голоса, зовущие его. |            |                                             |                  |                                |                 |
| 25 | 5          | «Самозванцы» «Imposters»                    | Дэн Лью          | Синди Аппель                   | 16 марта 2023   |
| Райкер возвращает «Титан» Шоу, который связывается со Звёздные флотом. Прибывает звездолёт «Отважный» чтобы взять Пикара и Райкера под арест. Расследованием руководит коммандер Ро Ларен, которая когда-то предала Звёздный флот и Пикара, однако искупила вину. Ро вынуждает Пикара пройти с ней на голопалубу, где она высказывает свои подозрения, что Подменыши внедрились в Звёздный флот на самом высоком уровне. Пикар мирится с Ро, которая отдаёт ему свою баджорскую серёжку. Возвращаясь на «Отважный» на челноке, Ро обнаруживает на борту бомбу, подложенную Подменышами и решает лететь к «Отважному», жертвуя собой и повреждая корабль. Диверсанты пытаются взять Джека, однако его видения подмывают его убить их. Пикар и Райкер догадываются, что в серёжке скрыты все данные, собранные Ро на Подменышей, а также коммуникатор. Ворф и Раффи узнают, что с космической станции «Дэйстром» было украдено что-то ещё кроме генератора порталов. Ворф пытается вызвать Ро на связь и натыкается на Пикара и Райкера. Скрепя сердце, Шоу приказывает оставшемуся на борту экипажу «Титана» бежать. Джек раскрывает матери, что с ним что-то не так. |            |                                             |                  |                                |                 |
| 26 | 6          | «Награда за голову» «Bounty»                | Дэн Лью          | Кристофер Монфетт              | 23 марта 2023   |
| Вофр и Раффи прибывают на «Титан». Затем Ворф, Раффи и Райкер транспортируются на станцию «Дэйстром» пока «Титан» улетает от преследователей. Пикар прибывает в музей Звёздного флота, начальником которого является коммодор Джорди Ла Форж, бывший старший инженер Пикара. Команда обнаруживает на станции синтетическое устройство, созданное покойным Алтаном Иниго Сунгом, которое содержит его воспоминания, а также воспоминания андроидов Дейты, Б-4, Лал и Лора. Это существо управляет станцией, создавая голограмму профессора Мориарти из воспоминаний Дейты. Джек и дочери Ла Форжа похищают маскировочное устройство из «хищной птицы» Кирка, чтобы позволить «Титану» скрываться от врага, и Джорди всё же решает присоединиться к ним. Они возвращаются на станцию и забирают команду, однако Райкер остаётся прикрывать их отход. Джорди реактивирует андроида, и личность Дейты раскрывает, что Подменыши выкрали первоначальное тело Пикара. Беверли считает, что Джек унаследовал у Пикара синдром Ирумодика. Райкер попадает в плен Вадик, которая уже похитила его жену Деанну Трой. |            |                                             |                  |                                |                 |
| 27 | 7          | «Доминион» «Dominion»                       | Дебора Кампмейер | Джейн Маггс                    | 30 марта 2023   |
| Семь связывается с капитаном Тувоком, однако догадывается, что он — Подменыш. Пикар догадывается, что Подменыши хотят создать точную копию его чтобы атаковать 250-летнюю годовщину Дня Фронтира. Джорди пытается помочь личности Дейты удерживать контроль над телом, однако хитрый Лор постепенно превозмогает. Пикар приводит в действие план по заманиванию Вадика и её экипаж на «Титане», воспользовавшись Джеком (который начинает проявлять телепатический дар) и Сидни в качестве приманки. Пикар и Беверли допрашивают Вадик, и она объясняет, что охотится за Джеком вовсе не для себя. Она также раскрывает, что учёные Звёздного флота проводили опыты над ней и группой других Подменышей чтобы вывести супершпионов. Сбежав ил лаборатории, она убила своего мучителя, приняла её форму и поклялась отомстить Федерации. Пикар решает, что у него нет выбора, кроме как убить Вадик. Однако Лор отключает силовые поля, и Вадик с остальными Подменышами сбегают. Подменыши захватывают мостик вместе с Шоу, Семь и другими. Она затем объявляет по всему кораблю, что знает истинную природу Джека. |            |                                             |                  |                                |                 |
| 28 | 8          | «Капитуляция» «Surrender»                   | Дебора Кампмейер | Мэтт Окумурв                   | 6 апреля 2023   |
| Вадик угрожает казнить членов экипажа если Джек не выдаст себя ей, затем убивает лейтенанта. На борту «Сорокопута», Райкер и Трой выясняют отношения, после чего их вызволяют Ворф и Раффи. Они обнаруживают первоначальное тело Пикара и узнают, что Подменыши извлекли ту часть его мозга, которая якобы подверглась синдрому Ирумодика. Чтобы вернуть управление системами корабля, Джорди убирает барьер между личностями Дейты и Лора чтобы он стал одним существом. Дейта осознаёт, что силой Лора не одолеть и добровольно отдаёт ему свои воспоминания, тем самым поглощая Лора и становясь одним целым. Дейта тут же берёт корабль под контроль и выбрасывает Подменышей на мостике в космос, включая Вадик. Вадик замерзает и разбивается о свой корабль. Раффи загружает базу данных «Сорокопута», и команда транспотируется на «Титан». Семь отдаёт приказ уничтожить «Сорокопут». Воссоединившаяся команда Пикара с «Энтерпрайза-D» собирается в зале совещаний и обсуждает дальнейшие действия. До Дня Фронтира остались считанные часы, а они до сих пор не знают в чём заключается план Подменышей. Трой встречается с Джеком чтобы помочь ему узнать причину его видений. |            |                                             |                  |                                |                 |
| 29 | 9          | «Вокс» «Võx»                                | Терри Маталас    | Шон Трэтта и Кили Россеттер    | 13 апреля 2023  |
| Трой узнаёт, что источниками видений Джека являются Борг. То, что приняли за синдром Ирумодика, оказывается предметом биологической технологии Борг, внедрённой в него когда он был Локутусом. Генетический код передался Джеку и активировался во время взросления. Подменыши выкрали первоначальное тело Пикара чтобы скопировать технологию в транспортные системы Звёздного флота и заразить ею всех офицеров моложе 25. Джек сбегает и использует видения, чтобы найти куб Борг, собираясь убить Королеву, однако она ассимилирует его. На орбите земли, адмирал флота Элизабет Шелби на борту «Энтерпрайза-F» начинает празднование Дня Фронтира и инициирует новый протокол «построение флота», который соединяет все корабли Звёздного флота в единое целое. Королева Борг использует Джека чтобы ассимилировать молодёжь Звёздного флота, убить Шелби и захватить весь флот, включая «Титан». Шоу погибает во время побега Пикара и его товарищей, однако успевает перед смертью передать командование Семи. Они отправляются на челноке в музей флота. В музее, Джорди демонстрирует всем восстановленный «Энтерпрайз-D» — единственный рабочий корабль Звёздного флота, не захваченный Борг. |            |                                             |                  |                                |                 |
| 30 | 10         | «Последнее поколение» «The Last Generation» | Терри Маталас    | Терри Маталас                  | 20 апреля 2023  |
| Экипаж «Энтерпрайза-D» обнаруживает куб Борг в облаках Юпитера. Пикар, Райкер и Ворф транспортируются на борт куба, и Пикар подключается к коллективу Борг чтобы вызволить Джека из-под влияния Королевы. Ассимилированный флот уничтожает защиту Земли и начинает целиться в крупные города. Дейта пилоритуер «Энтерпрайз-D» внутрь куба, и команда уничтожает маяк. Цепная реакция уничтожает весь куб. Пикару удаётся вызволить Джека, и они транспортируются на борт «Энтерпрайза-D» вместе с Райкером и Ворфом. Ассимилированные офицеры возвращаются в нормальное состояние. Пикар и его команда получают официальное помилование за свои действия. «Энтерпрайз-D» возвращается в музей. Крашер модифицирует транспортаторы Звёздного флота чтобы извлечь технологию Борг из всех, а также чтобы отследить всех оставшихся Подменышей во флоте. Год спустя, «Титан» переименнован в «Энтерпрайз-G» под командованием Семи. Раффи — её старпом, а новоиспечённый энсин Джек Крашер — её специальный советник. Экипаж «Энтерпрайза-D» вспоминает былые времена и играет в покер в баре Гайнан. Позже, к Джеку является всё ещё живой Кью и объявляет, что его собственное испытание только начинается. |            |                                             |                  |                                |                 |

## История создания
Патрик Стюарт, выступающий в качестве исполнительного продюсера, вернулся к роли Пикара, которую он исполнил в сериале «Звёздный путь: Следующее поколение», а также в других фильмах франшизы. Сантьяго Кабрера, Мишель Хёрд, Эван Эвагора, Элисон Пилл, Гарри Тредэвэй и Иза Брионес также сыграют главные роли. Сериал был анонсирован в июне 2018 года. В августе, после нескольких месяцев переговоров со Стюартом, который ранее заявил, что не вернется во франшизу после «Возмездия», Куртцман заявил о начале производства. Съёмки начались в Калифорнии в апреле 2019 года, а официальное название сериала было объявлено месяцем позже. Съёмки первого сезона завершились 31 августа 2019 года.
Премьера первого сезона сериала прошла 23 января 2020 года. Премьера второго сезона состоялась 3 марта 2022 года. Премьера третьего и последнего сезона состоялась 16 февраля 2023 года.

### Разработка
В июне 2018 года, став единственным исполнительным продюсером сериала «Звёздный путь: Дискавери», Алекс Курцман подписал пятилетний общий контракт с CBS Television Studios о расширении франшизы «Звёздный путь» за пределы «Дискавери» до нескольких новых сериалов, мини-сериалов и мультсериалов. Сообщалось, что в одном из этих новых сериалов главную роль сыграл Патрик Стюарт, повторяющий роль Жана-Люка Пикара из сериала «Звёздный путь: Следующее поколение». К проекту были привлечены Курцман и Акива Голдсман (работавшие над первым сезоном «Дискавери»). Когда CBS впервые обратилась к нему с предложением сделать больше сериалов «Звёздного пути», Курцман включил сериал с участием Пикара в свой список желаний, поскольку считал, что этот персонаж был величайшим капитаном «Звёздного пути». И это несмотря на то, что Стюарт ранее заявил, что не хочет возвращаться во франшизу.
Разрабатывая идеи для короткометражного сериала «Звёздный путь: Короткие путешествия», Курцман и его команда придумали историю, в которой Нишель Николс повторяла свою роль из «Звёздного пути: Оригинальный сериал» в роли Ухуры. В короткометражке молодой Пикар навещал Ухуру в больнице и получает задание, связанное с Боргами. Короткометражный фильм не продвинулся вперед, но привел к обсуждению короткометражного фильма со Стюартом в главной роли, как старой версии Пикара. Вскоре команда решила, что у них достаточно материала, чтобы сделать со Стюартом целый сериал, посвященный этому персонажу. Курцман и Голдсман связались с актёром до января 2018 года, чтобы обсудить эту идею, и встретились с ним вместе со сценаристом «Дискавери» Кирстен Бейер в отеле Beverly Wilshire. Стюарт пошёл на встречу с намерением отказаться от проекта, но после того, как Бейер убедил его пересмотреть своё решение, согласился прочитать четырёхстраничный документ, излагающий их идеи. В то время Голдсман пригласил своего друга, писателя Майкла Шейбона, также поработать над проектом, и в конечном итоге все четверо подготовили 35-страничный документ, который отправили Стюарту. Стюарт попросил снова встретиться с группой в марте 2018 года, где выразил одобрение их предложениям. Стюарт сказал, что презентация показалась «чем-то очень необычным, и я был заинтригован». Решая, присоединяться ли к проекту, Стюарт попросил Курцмана, чтобы сериал «настолько отличался» от предыдущих историй «Звёздного пути», «как тем, что люди помнят, так и совсем не тем, чего они ожидают, иначе зачем это делать?»
4 августа 2018 года Стюарт неожиданно появился на ежегодном съезде «Звёздного пути» в Лас-Вегасе, чтобы официально анонсировать сериал и подтвердить, что он сыграет в нём главную роль. Стюарт объяснил, что после того, как он в последний раз играл этого персонажа в фильме 2002 года «Звёздный путь: Возмездие», он чувствовал, что его роль во франшизе «прошла своим чередом», но за годы, прошедшие с тех пор, он был унижен историями о влиянии, которое персонаж оказал на жизнь фанатов. Теперь он был счастлив вернуть Пикару «утешительный и преобразующий свет, [чтобы] осветить эти часто очень тёмные времена». Помимо главной роли, Стюарт также должен был стать исполнительным продюсером сериала вместе с Курцманом, Голдсманом, Чабоном, Джеймсом Даффом из Discovery, Хизер Кадин из продюсерской компании Курцмана Secret Hideout, а также Родом Родденберри (сыном создателя «Звёздного пути» Джина Родденберри) и Тревором Ротом из Roddenberry Entertainment, с Бейером в качестве продюсера-супервайзера.
Это сериал, в котором почти 80-летний актёр играет 94-летнего мужчину, который находится если не на последних этапах своей карьеры, то в непосредственной близости великого смятения и разочарования, который позволил себе связи, которые раньше были для него очень важны, ускользнуть или исчезнуть, и который теперь снова вступил в отношения с сильно изменившимся миром, в котором он оказался... Это точно не «Следующее поколение, часть вторая».— Соавтор сериала и исполнительный продюсер первого сезона Майкл Шейбон об истории, которую хотели рассказать сценаристы и звезда Патрик Стюарт, 
Первоначально ожидалось, что премьера сериала состоится в 2019 году. В октябре Кадин сообщил, что это будет постоянный, а не ограниченный мини-сериал, и сказал, что даты его выпуска не будут пересекаться с «Дискавери» или каким-либо другим новым сериалом «Звёздного пути». Курцман добавил, что сериал о Пикаре будет «самостоятельным». Позже уточнив, что, хотя «Дискавери» - это «пуля», сериал о Пикаре - это «очень созерцательное шоу» со своим собственным ритмом и ощущением реального мира. CCO CBS Дэвид Невинс подтвердил в декабре 2018 года, что сериал должен был дебютировать на канале CBS All Access в конце 2019 года, после полного выпуска второго сезона «Дискавери» и нескольких короткометражек «Звёздный путь: Короткие путешествия». Месяц спустя Стюарт сообщил, что сериал будет состоять из 10 серий, и подтвердил, что планируется продолжение ещё нескольких сезонов, добавив в феврале, что «мы рассчитываем, возможно, на три года этого сериала».[ 43] В мартовском листинге сериала было указано название «Звёздный путь: Судьба», которое CBS зарегистрировала как торговую марку в 2018 году. Однако официальное название было объявлено «Звёздный путь: Пикар» на предварительной презентации CBS в мае того же года. В то время Курцман отметил, что сериалом «под присмотром» занимается более крупная творческая команда, а не традиционный исполнительный продюсер.
В июне Шейбон был назначен единственным исполнительным продюсером, работая над повседневным производством вместе с Курцманом и Голдсманомref name="ChabonShowrunner" />. Месяц спустя премьера сериала была намечена в январе 2020 года. Сообщалось, что его бюджет составлял 8–9 миллионов долларов на серию. В октябре Курцман заявил, что второй сезон «уже в разработке». В начале декабря Шейбон подписал общий контракт с CBS Television Studios на создание нескольких новых сериалов для студии, а это означало, что он уйдет с поста исполнительного продюсера «Пикара» в 2020 году. Он остался исполнительным продюсером и сценаристом сериала. CBS официально объявила о втором сезоне месяц спустя и сообщила, что Терри Маталас присоединился к сериалу в качестве исполнительного продюсера, чтобы заполнить пустоту, которая образовалась в результате ухода Шейбона. Голдсман и Маталас стали со-исполнительными продюсерами после ухода Шейбона. Сообщалось также, что сериал получил неофициальный зелёный свет для третьего сезона, который будет разрабатываться одновременно со вторым и сниматься одновременно со вторым. Это было сделано для экономии затрат и упрощения планирования и было официально подтверждено в сентябре 2021 года. К тому времени CBS All Access была расширена и переименована в Paramount+. Голдсман сказал, что продюсеры обсудили план сериала на три сезона и план на пять сезонов, но в конечном итоге будут продолжать его делать до тех пор, пока Стюарт будет этому рад. В феврале 2022 года Голдсман подтвердил, что третий сезон станет последним. Маталас был единственным исполнительным продюсером третьего сезона.

### Сценарий
Задача Курцмана для сериала заключалась в том, чтобы получилось психологическое исследование характера Пикара в его «заслуженные годы». Он отметил, что в телесериалах редко снимаются актёры возраста Стюарта. Голдсман подчеркнул, что сериал не будет прямым продолжением «Следующего поколения» и будет более ориентирован на персонажей, чем этот сериал, охарактеризовав «Пикара» как «более медленный, более нежный и более лиричный», чем предыдущие истории «Звёздного пути». Он противопоставил «Пикару» «Дискавери», описав последний как научно-фантастический приключенческий сериал, в то время как «Пикар» — это научно-фантастический драматический сериал, рассказывающий драматические истории в потустороннем мире. Творческая группа заверила Стюарта, что сериал не будет «шутливым», и сравнила Пикара с тем, когда он повторил свою роль профессора Икс из «Людей Икс» в фильме «Логан» (2017 года), где он был тем же персонажем, но мир и тон франшизы были «разнесены на части».
Голдсман отметил, что каждый сезон рассказывает отдельную историю, но он считал, что все три сезона должны идти «единым блоком». Маталас уточнил, что сериал представляет собой историю из трёх частей о Пикаре, в которой каждый сезон раскрывает различные аспекты персонажа. Помимо разных историй и тем, каждый сезон также имеет разный тон и визуальный подход, что делает сериал «своего рода антологией», в которой каждый сезон следует соответствующим взглядам Шейбона, Голдсмана и . В первом сезоне Пикара глубоко потрясла смерть его коллеги-андроида Дейты в «Возмездии», и Курцман рассматривал это как историю искупления для персонажа, которому придётся столкнуться с последствиями своего решения покинуть Звёздный Флот и ромуланцев после разрушения. планеты Ромул в фильме «Звёздный путь» (2009 года). Второй сезон продолжает исследовать проблемы, которые возникают на последнем этапе жизни человека, особенно прошлые отношения Пикара, и другие этапы жизни, которые мешают ему двигаться вперед. Голдсман чувствовал, что первый сезон был о воскрешении, а второй сезон - об искуплении, в то время как Маталас сказал, что третий сезон был задуман как «проводы» для Пикара и остальных участников основного состава «Следующего поколения».

### Подбор актёров

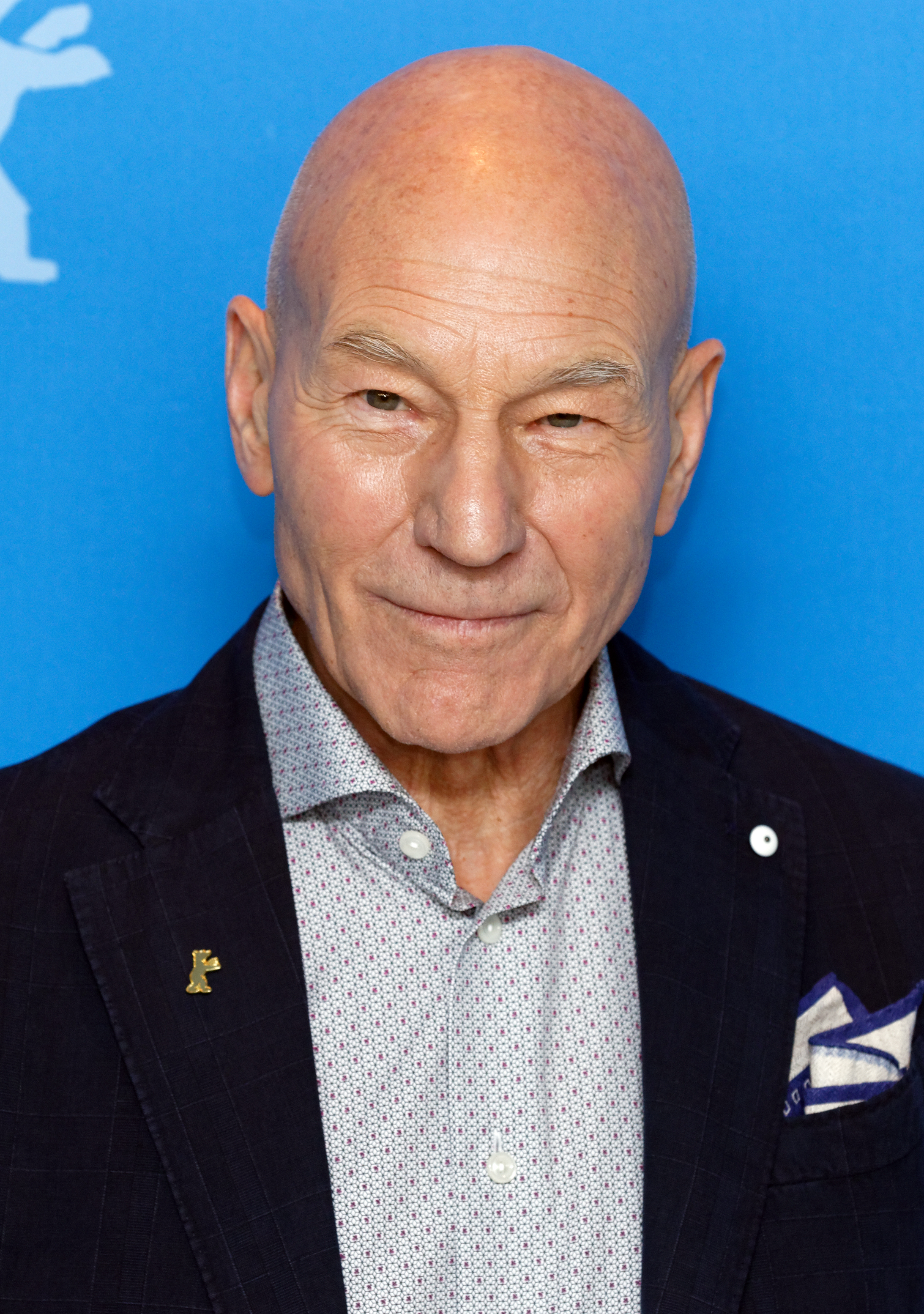
Патрик Стюарт повторяет главную роль из предыдущих сериалов «Звёздного пути».

С анонсом сериала в августе 2018 года пришло подтверждение, что Стюарт сыграет Пикара. В начале марта 2019 года предполагалось, что Сантьяго Кабрера и Мишель Хёрд должны сыграть в сериале одну из главных ролей, причём Кабрера был одним из самых востребованных актёров пилотного телевизионного сезона 2019 года и выбрал этот сериал среди других предложений. Позже в том же месяце новичок Эван Эвагора получил постоянную роль в другом сериале. В апреле к актёрскому составу присоединились Элисон Пилл, Гарри Тредэвэй и Иса Брионес. Персонажи новых актёров были объявлены в июле: Пилл в роли Агнес Джурати, Кабрера в роли Кристобаля «Криса» Риоса, Херд в роли Раффи Мьюзикера, Тредэвэй в роли Нарека и Эвагора в роли Элнора. Брионес изображает нескольких андроидов, в том числе Даджа и Соджи Ашу.
При разработке сериала творческая группа обсуждала вопрос о том, чтобы не возвращать других персонажей из «Следующего поколения», это позволило бы Пикару остаться в одиночестве и не вдаваться в ностальгию. Частично это должно было позволить новичкам, которые не видели предыдущий сериал, насладиться «Пикаром». Однако сценаристы хотели проявить уважение к давним поклонникам «Звёздного пути» и чувствовали, что упускают возможности, не включая определённых персонажей, поэтому они решили добавить некоторых вернувшихся гостей, которые органично вписались в новую историю. Несколько актёров из предыдущего сериала «Звёздного пути» стали приглашенными звёздами «Пикара» в июле 2019 года, в том числе Брент Спайнер из «Следующего поколения» в роли Дейты, Джонатан Дель Арко в роли Хью, Джонатан Фрейкс в роли Уильяма Райкера и Марина Сиртис в роли Дианы Трой, а также Джери Райан из «Звёздного пути: Вояджера» в роли Седьмой-из-Девяти.[15] В январе 2020 года Стюарт обмолвился, что он надеется на то, что весь основной состав «Следующего поколения» появится в «Пикаре» до конца сериала. В то же время Курцман предупредил, что, если Майкл Дорн повторит свою клингонскую роль Ворфа в «Пикаре», то в том же виде, как в «Следующем поколении», и его внешность нельзя менять под новый клингонский дизайн из «Дискавери». Вупи Голдберг согласилась появиться во втором сезоне сериала в роли своего персонажа Гайнан из «Следующего поколения».
В июне 2020 года было подтверждено, что основной состав вернется во второй сезон, за исключением Тредэуэя. В апреле 2021 года выяснилось, что Райан, Спайнер и приглашенная звезда первого сезона Орла Брейди также станут основными актёрами второго сезона, а Джон де Ланси появится в роли его персонажа Q из «Звёздного пути». В июле того же года Роберт Дункан Макнил из «Вояджера» сказал, что обсуждал возможность повторения своей роли Тома Пэриса в обоих сезонах сериала, но проблемы в расписании помешали этому. В апреле 2022 года было подтверждено, что основной состав «Следующего поколения» сыграет главную роль в третьем сезоне со Стюартом: ЛеВар Бертон в роли Джорди Ла Форжа, Дорн, Фрейкс, Гейтс Макфадден в роли Беверли Крашер, Сиртис и Спайнер. Другой актёр «Следующего поколения», Уил Уитон, появился в финале второго сезона, повторив свою роль Уэсли Крашера, но не вернулся в третий сезон. После выхода финала второго сезона в мае 2022 года Райан и Херд подтвердили, что вернутся в третий сезон, но Кабрера, Пилл, Эвагора и Брионес этого не сделали. В январе 2023 года Эд Спелирс был объявлен постоянным участником нового сериала третьего сезона. Он изображает Джека Крашера, сына Пикарда и Беверли Крашер.

### Дизайн
Несколько членов команды дизайнеров из «Звёздного пути: Дискавери» перешли в «Пикар», в том числе художник-постановщик Тодд Чернявски и дизайнер существ Невилл Пейдж из Alchemy Studios. Кристин Бизелин Кларк работала художником по костюмам. Понимая, что действие сериала будет происходить дальше в будущем, чем любой предыдущий фильм или сериал «Звёздный путь», Курцман объяснил, что производство было нацелено на «обоснованный» подход, а не на такие вещи, как «сумасшедшие парящие небоскребы и все клише научной фантастики». Вступительная заставка была создана компанией Prologue, которая создала подобное в «Дискавери».

### Съёмки
Сериал был снят на студии Santa Clarita Studios, Калифорния, под рабочим названием «Гостиная». Он получил большие налоговые льготы от Калифорнийской комиссии по кинематографии за то, что производство проходило в Калифорнии, а не в Торонто, Канада, где снимается «Звёздный путь: Дискавери». Съёмки первого сезона проходили с апреля по сентябрь 2019 года, с натурными съёмками по всей Калифорнии, в том числе на винодельне Sunstone Winery в долине Санта-Инез, чтобы изобразить французский виноградник Пикара, на месте давних съёмок «Звёздного пути» Васкес-Рокс в горах Сьерра-Пелона в округе Лос-Анджелес для дома Раффи, и в районе Малибу на планете Коппелиус.
Несмотря на сообщения о том, что второй и третий сезоны планировалось снимать подряд, продюсеры решили работать над вторым сезоном отдельно, когда пандемия COVID-19 начала влиять на кино- и телепроизводство в самом начале 2020 года. Из-за требований к расписанию сериала последующие задержки, вызванные пандемией, привели к тому, что второй и третий сезоны пришлось снимать подряд. Съёмки второго сезона начались в феврале 2021 года, одновременно с некоторыми сценами третьего сезона. Работа над вторым сезоном проходила в Лос-Анджелесе, действие которого в основном происходит в этом городе в 2024 году. Съёмки сезона закончились в сентябре, и затем производство полностью перешло к работе над третьим сезоном. В этих двух сезонах снималась одна из самых больших съёмочных групп телесериалов на тот момент - более 450 человек. Съёмочный процесс сериала завершился в марте 2022 года; Стюарт заявил, что непрерывная работа над сериалом в течение почти 14 месяцев были «захватывающими и захватывающими большую часть времени», но также трудными для актёра, которому было за 80.

### Визуальные эффекты
Визуальные эффекты для сериала предоставлены Pixomondo, DNEG, Crafty Apes, Ghost VFX, Gentle Giant Studios, Technicolor VFX и Filmworks/FXref name="ZimmermanVFXVoice" />. с Джейсоном Циммерманом, вернувшимся из «Дискавери» в качестве супервайзера по визуальным эффектам. Pixomondo работала с отделом производственного дизайна сериала, чтобы воплотить свои проекты в 3D-ресурсы, а затем поделилась этими ресурсами с другими поставщиками. В первом сезоне эти цифровые модели включали Куб Борга, Ла Сирену и ромуланские корабли.

### Музыка
В июле 2019 года выяснилось, что композитор «Звёздного пути: Дискавери» Джефф Руссо будет писать музыку для «Пикара». Отношения Руссо со «Звёздным путем» начались как поклонника «Следующего поколения», и он спросил Курцмана, может ли он поработать над «Пикаром», после того, как увидел объявление Стюарта о сериале на съезде «Звёздный путь» в Лас-Вегасе. Руссо хотел, чтобы его музыка оставалась преемницей саундтреков к предыдущим фильмам «Звёздный путь», не повторяя их, и особенно хотел избегать своей музыки для «Дискавери». Руссо чувствовал, что «Пикар» представляет собой более интимную историю, и хотел применить более персонализированный подход, представив больше сольных исполнений на инструментах, чем в «Дискавери».
Руссо написал несколько итераций основной темы сериала, прежде чем остановился на более эмоциональной и захватывающей версии. Он дополнен пикколо, который, по мнению Руссо, звучал так же, как вымышленная рессиканская флейта, на которой Пикар играл в серии «Внутренний свет» сериала «Следующее поколение». Во втором сезоне присутствует «быстрая перестановка» основной темы. Кроме того, Руссо использовал тему Джерри Голдсмита из «Звёздного пути: Кинофильм» (1979 года), чтобы соединиться с «Следующим поколением», поскольку в этом сериале в качестве основного использовалась тема Голдсмита, а также он сослался на оригинальную тему «Звёздного пути» Александра Кариджа, чтобы «пробудить идею» «Звёздного пути» в целом». Альбом саундтреков к первой половине первого сезона был выпущен 7 февраля 2020 года, а 3 апреля — альбом всего сезона. Альбом второго сезона вышел 29 апреля 2022 года.
Стивен Бартон заменил Руссо на посту композитора в третьем сезоне после работы с Маталасом над сериалом «12 обезьян». Они черпали вдохновение из работ Голдсмита и Джеймса Хорнера для фильмов «Звёздный путь». Крейг Хаксли выступал на бластерном луче, инструменте, который он изобрел и на котором ранее играл в саундтреке к фильму «Кинофильм».

## Показ сериала
Первый сезон «Звёздного пути: Пикар» был выпущен на потоковом сервисе CBS All Access в США. Как и «Дискавери» до этого, каждый эпизод сериала транслируется в Канаде компанией Bell Media в тот же день, что и выпуск All Access, на специализированных каналах CTV Sci-Fi Channel (английский) и Z (французский) перед потоковой передачей на Crave. Amazon Prime Video транслирует эпизоды в течение 24 часов с момента их выпуска в США в более чем 200 других странах и территориях по всему миру; это отдельно от «Дискавери», который в то время был выпущен Netflix на международном уровне.  Сделки с Amazon и Bell были заключены международным дистрибьюторским подразделением CBS Studios International.
После того, как CBS All Access был переименован в Paramount+, первый сезон остался на сервисе, и было подтверждено, что остальные сезоны также будут выпущены на нём. В феврале 2023 года Paramount заключила новую сделку с Prime Video на права на международную потоковую трансляцию сериала. Это позволило транслировать третий сезон на Paramount + в некоторых других странах в течение 24 часов после дебюта каждого эпизода в США вместе с выпуском Prime Video. Первые два сезона также были добавлены в Paramount + на международном уровне, помимо того, что остались на Prime Video. В августе 2023 года контент «Звёздного пути» был удален из Crave, и «Пикар» начал транслироваться на Paramount + в Канаде. Сериал продолжит транслироваться на канале CTV Sci-Fi и будет доступен на CTV.ca и в приложении CTV.

## Приём

### Аудитория
Через неделю после премьеры сериала CBS заявила, что «Пикар» установил новый рекорд по общему количеству потоков оригинального сериала CBS All Access своими подписчиками, при этом общее количество потоков на 115 процентов больше, чем предыдущий рекорд, установленный «Звёздным путём: Дискавери». CBS также частично объяснила, что премьера сериала в январе 2020 года побила рекорд сервиса по количеству новых подписчиков за месяц, чему способствовала неделя премьеры «Пикара», которая стала вторым по количеству новых подписчиков сервиса за одну неделю.

### Реакция критиков
«Звёздный путь: Пикар» имеет рейтинг одобрения 89% на веб-сайте-агрегаторе рецензий Rotten Tomatoes, в то время как Metacritic, использующий средневзвешенное значение, присвоил оценку 77 из 100 на основе отзывов 4850 критиков, с указанием «в целом положительных» отзывов.
За первый сезон Rotten Tomatoes одобрили 86% со средней оценкой 7,55/10 на основе 254 отзывов. Критический консенсус веб-сайта гласит: «Поддержанный несравненным Патриком Стюартом, «Пикар» отходит от стандартного протокола Звёздного Флота с более медленной, сериализованной историей, но, как и всё великие «Звёздный путь», с изяществом решает актуальные темы и делает захватывающий рывок дальше к последнему рубежу.» Metacritic присвоил фильму оценку 76 из 100 на основе отзывов 27 критиков, что указывает на «в целом положительные» отзывы.
Компания Rotten Tomatoes сообщила о одобрении второго сезона на 85% со средней оценкой 7,95 из 10 на основе 95 обзоров. Критический консенсус веб-сайта гласит: «Пикар» получает некоторую поддержку от фаворитов фанатов франшизы во втором сезоне, который намечает курс на возвращение большей части классического духа «Звёздного пути» и делает это так». Metacritic присвоил оценку 69 из 100, на основе отзывов 7 критиков, что указывает на «в целом положительные» отзывы.
Третий сезон Rotten Tomatoes получил одобрение 98% со средней оценкой 8,60/10 на основе 100 обзоров. Критический консенсус веб-сайта гласит: «Наконец-то, собрав группу снова вместе, последний сезон «Пикара» смело идёт туда, где предыдущее поколение было раньше, - и от этого становится только лучше». Metacritic присвоил оценку 83 из 100 на основе отзывы 16 критиков, что указывает на «всеобщее признание».

### Награды
| Год  | Награда                                             | Категория | Получатели | Результат | Ссылка          |
| ---- | --------------------------------------------------- | --- | --- | --------- | --------------- |
| 2020 | Dragon Awards                                       | Лучший научно-фантастический сериал или фэнтези-сериал                                                                         | Звёздный путь: Пикар | Номинация | [ 112 ]         |
| 2020 | Primetime Creative Arts Emmy Awards                 | Лучшая причёска персонажа | Maxine Morris, Maria Sandoval, Wendy Southard, Sallie Nicole Ciganovich, Ashleigh Childers, and Yesim Osman (for "Stardust City Rag")                                                        | Номинация | [ 113 ] [ 114 ] |
| 2020 | Primetime Creative Arts Emmy Awards                 | Лучший грим персонажа (без протезов)                                                                                           | Silvina Knight, Robin Beauchesne, David Williams, Peter De Oliveira, and Natalie Thimm (for "Stardust City Rag")                                                                             | Номинация | [ 113 ] [ 114 ] |
| 2020 | Primetime Creative Arts Emmy Awards                 | Лучший протезный грим для сериала, ограниченного сериала, фильма или специального выпуска                                      | James Robert Mackinnon, Vincent Van Dyke, Richard Redlefsen, Alexei Dmit Riew, Neville Page, and Michael Ornelaz (for "Absolute Candor")                                                     | Победа    | [ 113 ] [ 114 ] |
| 2020 | Primetime Creative Arts Emmy Awards                 | Лучший звуковой монтаж для комедийного или драматического сериала                                                              | Matthew E. Taylor, Tim Farrell, Henry Cohen, Michael Schapiro, Sean Heissinger, Clay Weber, Moira Marquis, Stan Jones, Alyson Dee Moore, and Chris Moriana (for "Et in Arcadia Ego, Part 2") | Номинация | [ 113 ] [ 114 ] |
| 2020 | Primetime Creative Arts Emmy Awards                 | Лучшее сведение звука для комедийного или драматического сериала                                                               | Peter J. Devlin, Todd M. Grace, Edward C. Carr III, and Michael Perfitt (for "Et in Arcadia Ego, Part 2")                                                                                    | Номинация | [ 113 ] [ 114 ] |
| 2021 | Награды Гильдии художников по костюмам              | Лучшее в научно-фантастическом/фэнтезийном телевидении                                                                         | Christine Bieselin Clark (for "Absolute Candor") | Номинация | [ 115 ]         |
| 2021 | Выбор критиков                                      | Лучшая серия научной фантастики                                                                                                | Звёздный путь: Пикар | Номинация | [ 116 ]         |
| 2021 | Выбор критиков                                      | Лучший актёр научной фантастики                                                                                                | Патрик Стюарт | Победа    | [ 116 ]         |
| 2021 | Награды Гильдии визажистов и стилистов по прическам | Лучшие специальные эффекты макияжа в телесериале, ограниченном или мини-сериале или сериале новых медиа                        | James MacKinnon, Richard Redlefsen, Alexei Dmitriew and Vincent Van Dyke | Номинация | [ 117 ]         |
| 2021 | Награды редакторов звука в кинофильмах              | Лучшие достижения в области звукового монтажа - диалоги и ADR для эпизодических длинных вещательных СМИ                        | Matthew E. Taylor and Sean Heissinger (for "The Impossible Box") | Номинация | [ 118 ]         |
| 2021 | Награды редакторов звука в кинофильмах              | Лучшие достижения в области звукового монтажа - звуковые эффекты и Фоли для эпизодических продолжительных вещательных программ | Matthew E. Taylor, Tim Farrell, Harry Cohen, Michael Schapiro, Clay Weber, Darrin Mann, Alyson Dee Moore and Chris Moriana (for "Et in Arcadia Ego, Part 2")                                 | Победа    | [ 118 ]         |
| 2021 | NAACP Image Awards                                  | Лучшая режиссура драматического сериала                                                                                        | Hanelle Culpepper (for "Remembrance") | Победа    | [ 119 ]         |
| 2021 | Премия «Сатурн»                                     | Премия «Сатурн» за лучший научно-фантастический телесериал                                                                     | Звёздный путь: Пикар | Номинация | [ 120 ] [ 121 ] |
| 2021 | Премия «Сатурн»                                     | Премия «Сатурн» лучшему телеактёру                                                                                             | Патрик Стюарт | Победа    | [ 120 ] [ 121 ] |
| 2021 | Премия «Сатурн»                                     | Премия «Сатурн» за лучшую роль молодого актёра или актрисы в телесериале                                                       | Isa Briones | Номинация | [ 120 ] [ 121 ] |
| 2021 | Премия «Сатурн»                                     | Премия «Сатурн» за лучшую гостевую роль в телесериале                                                                          | Джери Райан | Номинация | [ 120 ] [ 121 ] |
| 2022 | Black Reel Awards                                   | Лучшая приглашенная актриса драматического сериала                                                                             | Вупи Голдберг | Номинация | [ 122 ] [ 123 ] |
| 2022 | Imagen Awards                                       | Лучший актёр второго плана — драма (телевидение)                                                                               | Сантьяго Кабрера | Номинация | [ 124 ]         |
| 2022 | Primetime Creative Arts Emmy Awards                 | Лучшие костюмы в жанре фэнтези/научной фантастики                                                                              | Christine Bieselin Clark, Michell Ray Kenney, and Allison Agler (for "Penance") | Номинация | [ 125 ]         |
| 2022 | Primetime Creative Arts Emmy Awards                 | Лучший грим эпохи и/или персонажа (без протезов)                                                                               | Silvina Knight, Tanya Cookingham, Peter De Oliveira, Allyson Carey, and Hanny Eisen (for "Hide and Seek")                                                                                    | Номинация | [ 125 ]         |
| 2022 | Primetime Creative Arts Emmy Awards                 | Лучший протезный макияж | James Mackinnon, Vincent Van Dyke, Kevin Kirkpatrick, Hugo Villasenor, Bianca Appice, Neville Page, Toryn Reed, and Ralis Kahn (for "Hide and Seek")                                         | Номинация | [ 125 ]         |
| 2022 | Primetime Creative Arts Emmy Awards                 | Лучший звуковой монтаж для комедийного или драматического сериала                                                              | Matthew E. Taylor, Michael Schapiro, Sean Hessinger, Alex Pugh, Clay Weber, John Sanacore, Ben Schorr, Katherine Harper, and Ginger Geary (for "Penance")                                    | Номинация | [ 125 ]         |
| 2022 | Награды Общества декораторов Америки                | Лучшее достижение в декоре/дизайне часового фэнтезийного или научно-фантастического сериала                                    | Timothy Stepeck and David Blass | Номинация | [ 126 ]         |
| 2023 | Astra TV Awards                                     | Лучший потоковый драматический сериал                                                                                          | Звёздный путь: Пикар | Номинация | [ 127 ] [ 128 ] |
| 2023 | Astra TV Awards                                     | Лучший актёр в драматическом сериале                                                                                           | Патрик Стюарт | Номинация | [ 127 ] [ 128 ] |
| 2023 | Astra TV Awards                                     | Лучший актёр второго плана в драматическом сериале                                                                             | Брент Спайнер | Номинация | [ 127 ] [ 128 ] |
| 2023 | Astra TV Awards                                     | Лучшая женская роль второго плана в драматическом сериале                                                                      | Джери Райан | Победа    | [ 127 ] [ 128 ] |
| 2023 | Astra TV Awards                                     | Лучший сценарий в драматическом сериале                                                                                        | Terry Matalas (for "The Last Generation") | Победа    | [ 127 ] [ 128 ] |
| 2023 | Astra TV Awards                                     | Лучшая режиссура в драматическом сериале                                                                                       | Terry Matalas (for "The Last Generation") | Номинация | [ 127 ] [ 128 ] |
| 2023 | Astra TV Awards                                     | Лучшая приглашенная актриса в драматическом сериале                                                                            | Мишель Форбс | Номинация | [ 127 ] [ 128 ] |
| 2023 | Hollywood Professional Association Awards           | Лучший звук — эпизод или нетеатральный фильм                                                                                   | Matthew E. Taylor, Michael Schapiro, Todd Grace, Ed Carr III, and Ian Shedd (for "The Last Generation")                                                                                      | Номинация | [ 129 ]         |
| 2023 | Primetime Creative Arts Emmy Awards                 | Лучший современный макияж (без протезов)                                                                                       | Silvina Knight, Tanya Cookingham, Allyson Carey, Peter De Oliveira, Hanny Eisen, and Kim Ayers (for "Võx")                                                                                   | Номинация | [ 130 ]         |
| 2023 | Primetime Creative Arts Emmy Awards                 | Лучший протезный макияж | James Mackinnon, Hugo Villasenor, Bianca Appice, Kevin Wasner, Afton Storton, Kevin Haney, Neville Page, and Vincent Van Dyke (for "The Last Generation")                                    | Номинация | [ 130 ]         |
| 2024 | Golden Reel Awards                                  | Лучшие достижения в области звукового монтажа - эффекты длинной трансляции и Фоли                                              | Matthew E. Taylor, Michael Schapiro, Harry Cohen, Alex Pugh, Deron Street, John Sanacore, Clay Weber, and Rick Owens (for "The Last Generation")                                             | Ожидается | [ 131 ]         |
| 2024 | ICG Publicists Awards                               | Премия Максвелла Вайнберга за телевизионную рекламную кампанию                                                                 | Звёздный путь: Пикар | Ожидается | [ 132 ]         |
| 2024 | Make-Up Artists and Hair Stylists Guild Awards      | Лучшие специальные эффекты макияжа в телесериале, ограниченном или мини-сериале или сериале новых медиа                        | James MacKinnon, Hugo Villasenor, Bianca Appice, and Vincent Van Dyke | Ожидается | [ 133 ]         |
| 2024 | Saturn Awards                                       | Премия «Сатурн» за лучший научно-фантастический телесериал                                                                     | Звёздный путь: Пикар | Ожидается | [ 134 ]         |
| 2024 | Saturn Awards                                       | Премия «Сатурн» лучшему телеактёру                                                                                             | Патрик Стюарт | Ожидается | [ 134 ]         |
| 2024 | Saturn Awards                                       | Премия «Сатурн» лучшему телеактёру второго плана                                                                               | Джонатан Фрейкс | Ожидается | [ 134 ]         |
| 2024 | Saturn Awards                                       | Премия «Сатурн» лучшему телеактёру второго плана                                                                               | Ed Speleers | Ожидается | [ 134 ]         |
| 2024 | Saturn Awards                                       | Премия «Сатурн» лучшему телеактёру второго плана                                                                               | Todd Stashwick | Ожидается | [ 134 ]         |
| 2024 | Saturn Awards                                       | Премия «Сатурн» лучшей телеактрисе второго плана                                                                               | Джери Райан | Ожидается | [ 134 ]         |
| 2024 | Saturn Awards                                       | Премия «Сатурн» за лучшую роль приглашенной звезды в сериале сетевого или кабельного телевидения                               | Аманда Пламмер | Ожидается | [ 134 ]         |

### Комментарии
1. ↑  Tied with The Queen's Gambit.